# 立川だん子
立川 だん子（たてかわ だんこ、8月15日 - ）は、落語立川流に所属する落語家。立川談四楼門下の二ツ目。談四楼の三番弟子。本名は大塚 美保。東京都文京区出身。出囃子は『ぎっちょんちょん』。

## 芸歴
- 2014年4月∶立川談四楼に入門、「だん子」を名乗る。
- 2018年9月∶二ツ目昇進。

## 人物
大妻女子大学卒業。弟子入り前は20年以上会社勤めをしていた。介護していた大叔母の認知症が落語を聴くうちに改善したことで、落語の持つ力に驚き、寄席に通い詰めるようになった。寄席に通うなかで「自分の人生これでいいのか」という思いが強くなり、また2011年の東日本大震災と立川談四楼の『師匠！』を読んだことがきっかけとなり、入門を決意。
仕事を辞め、断られたら落語家の道を諦める覚悟で、2013年1月に立川談四楼に弟子入りを願い出るも、すぐに許しは出ず、2014年4月にようやく入門を許された。入門して3ヶ月の前座修行で15キロ痩せたと語っている。
所属団体や流派の垣根を超えた女流落語家ユニット「落語ガールズ」に所属していた。
2023年12月4日、歩いていてバックしてきたトラックに追突されて負傷したが、地元での落語会を中心に活動を再開しつつある。